# استان باله
استان باله (به لاتین: Balé Province) یک استان در بورکینافاسو است که در منطقه بوک دو موهون واقع شده‌است.

## خصوصیات
استان باله ۴٬۵۹۶ کیلومترمربع مساحت و ۲۱۳٬۸۹۷ نفر جمعیت دارد.